# Meadow Grove
Meadow Grove é uma vila localizada no estado americano de Nebraska, no Condado de Madison.

## Demografia
Segundo o censo americano de 2000, a sua população era de 311 habitantes.
Em 2006, foi estimada uma população de 298, um decréscimo de 13 (-4.2%).

## Geografia
De acordo com o United States Census Bureau, a localidade tem uma área de 0,8 km², sem área coberta por água. Meadow Grove localiza-se a aproximadamente 497 m acima do nível do mar.

## Localidades na vizinhança
O diagrama seguinte representa as localidades num raio de 28 km ao redor de Meadow Grove.